# Агніашвілі Петро Семенович
Петро Семенович Агніашвілі (2 лютого 1896, місто Тифліс, тепер Тбілісі, Грузія — розстріляний 13 липня 1937, місто Тбілісі, тепер Грузія) — грузинський радянський державний діяч, 1-й заступник голови Ради народних комісарів Закавказької РФСР, 2-й секретар ЦК КП(б) Грузії, відповідальний секретар Організаційного бюро РКП(б) в Абхазії. Член ЦК КП(б) Грузії.

## Життєпис
Народився в родині вчителя. У 1916 році закінчив 2-у чоловічу гімназію в місті Тифлісі.
Член РСДРП(б) з березня 1916 року.
У 1916—1917 роках — студент першого курсу юридичного факультету Московського університету.
З лютого по серпень 1917 року — пропагандист Московського комітету РСДРП(б).
У вересні — листопаді 1917 року — співробітник газети «Кавказский рабочий» в Тифлісі.
У листопаді 1917 — березні 1918 року — член революційного комітету Кавказької армії, начальник Трапезундського укріпленого району.
У квітні — травні 1918 року — командувач Кодорським повстанським фронтом, член військово-революційного комітету в місті Сухумі.
З травня по серпень 1918 року перебував у в'язниці «Метехський замок» у Тифлісі. У серпні 1918 року вийшов з ув'язнення.
У вересні 1918 — лютому 1919 року — начальник Владикавказької групи Червоної армії (РСЧА). У лютому 1919 року був начальником оборони міста Владикавказу.
З лютого по травень 1919 року перебував у в'язниці «Метехський замок» у Тифлісі. У травні 1919 року вийшов з ув'язнення.
У травні — вересні 1919 року — член військової секції більшовицького крайового комітету і голова гарнізонного комітету в Тифлісі.
У вересні 1919 року знову був заарештований і до травня 1920 року сидів у в'язницях Тифліса і Кутаїсі.
У травні 1920 — лютому 1921 року — уповноважений і начальник ударного загону Революційної військової ради 9-ї армії РСЧА на Кубані.
У березні — серпні 1921 року — відповідальний секретар Організаційного бюро РКП(б) в Абхазії (секретар Абхазького обласного комітету КП(б) Грузії).
У вересні 1921 — липні 1923 року — заступник народного комісара із військових справ СРР Грузії.
У липні 1923 — липні 1924 року — командир і військовий комісар 1-ї Грузинської зведеної бригади РСЧА.
У липні 1924 — січні 1928 року — командир і військовий комісар 2-ї Грузинської стрілецької дивізії РСЧА (Кавказька Червонопрапорна армія). У 1925 році закінчив курси удосконалення вищого командного складу при Військовій академії РСЧА в Москві.
У лютому 1928 — грудні 1929 року — заступник завідувача організаційного відділу ЦК КП(б) Грузії.
У грудні 1929 — серпні 1930 року — завідувач відділу агітації та масових кампаній ЦК КП(б) Грузії.
З вересня 1930 по березень 1932 року — слухач аграрного відділення Інституту світового господарства Інституту червоної професури в Москві, закінчив перший курс.
У березні — жовтні 1932 року — 1-й заступник голови Ради народних комісарів СРР Грузії.
У жовтні 1932 — 28 грудня 1934 року — 2-й секретар ЦК КП(б) Грузії.
У листопаді 1934 — грудні 1936 року — 1-й заступник голови Ради народних комісарів Закавказької РФСР.
14 грудня 1936 року заарештований органами НКВС Грузинської РСР. 12 липня 1937 року виїзною сесією Військової колегії Верховного суду СРСР у місті Тбілісі засуджений до вищої міри покарання. Розстріляний 13 липня 1937 року в місті Тбілісі.
28 липня 1956 року посмертно реабілітований визначенням Військової колегії Верховного суду СРСР.

## Нагороди
- орден Червоного Прапора (1920)